# Rakotzbrücke
Die Rakotzbrücke (von sorbisch rak ‚Krebs‘), auch Teufelsbrücke, im Azaleen- und Rhododendronpark Kromlau am Rakotzsee ist ein Landschaftselement der romantischen Gartenarchitektur des 19. Jahrhunderts.

## Geschichte

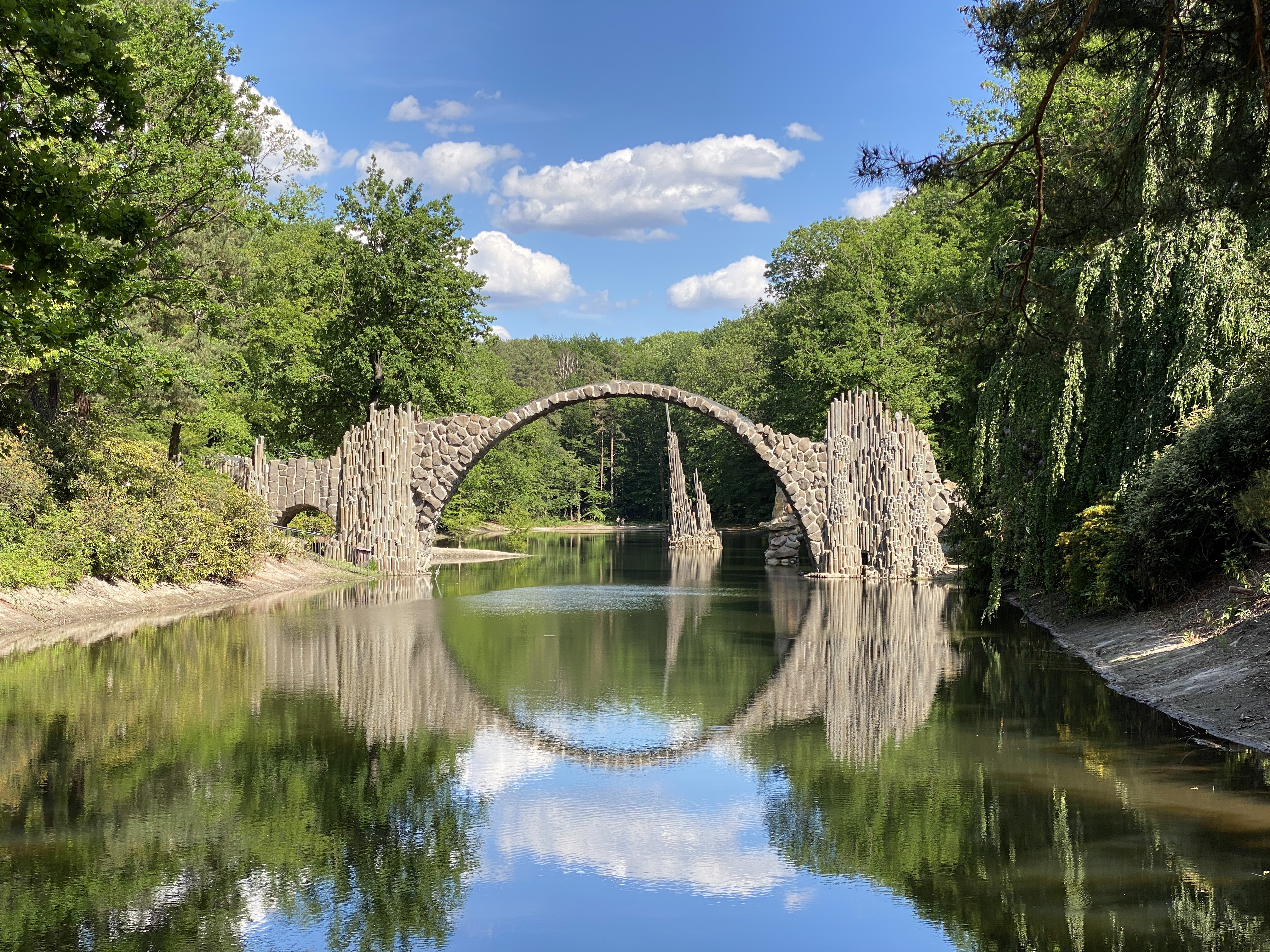
Rakotzbrücke mit Spiegelung auf dem See und der Basaltorgel im Hintergrund

Erbaut wurde die 19,80 m freispannende Bogenbrücke zwischen 1866 und 1875 vom Rittergutsbesitzer Herrmann Friedrich Roetschke. Ihr Halbkreis spiegelt sich im See und bildet so optisch einen vollständigen Kreis. Die im See angeordneten Basaltsäulen werden Orgel genannt. 
Die als Teufelsbrücke inszenierte Gartenarchitektur ist Bestandteil des von Roetschke in der gleichen Bauzeit initiierten Rakotzensembles, bestehend aus der Rakotzbrücke, einer Grotte, der Basaltorgel im Rakotzsee und dem Kleinen Wildwasser mit der kleinen Teufelsbrücke. Die stark einsturzgefährdete Brücke wurde im Zeitraum von 2018 bis 2021 grundlegend saniert und restauriert.

## Rezeption
Die Brücke ist im 2017 gedrehten Film Der Zauberlehrling zu sehen, als die Protagonisten im Ruderboot zum „magischen Tor“ fahren. Im Film Matrix Resurrections von 2021 ist die Brücke in der Kampfsimulation mit Morpheus zu sehen. Die „Everdoor“ im 2020 erschienenen Spiel „Spiritfarer“, eine Brücke die mit ihrer Spiegelung auch einen Kreis bildet, ist von der Brücke inspiriert.